# Bartimaios
Bartimaios eller Bartimeus, arameiska, ’Timaios son’.
Han var en blind tiggare, som ropar på Jesu förbarmande:
"Jesus, Davids Son, förbarma Dig över mig!"
Jesus helar honom då och säger: "Din tro har hjälpt Dig."
Berättelsen återges i Markusevangeliet 10:46–52.